# Lotario de Francia
Lotario (Laon, 941-Compiègne, 2 de marzo de 986) fue rey de Francia Occidental entre 954 y 986.
Hijo de Luis IV y Gerberga de Sajonia (hermana del emperador alemán Otón I), Lotario Sucedió a su padre el 10 de septiembre de 954 a la edad de trece años y fue coronado en la Abadía de Saint-Remi por Artaldo de Reims, arzobispo de Reims el 12 de noviembre de 954. luego de la muerte del mismo en un enfrentamiento armado en las afueras de Laón. Durante su minoría de edad estuvo bajo el cuidado de Hugo el Grande, conde de París, y su tío materno Bruno I de Colonia. 
Desde 978 hasta 980 Lotario se enfrentó con el Emperador, Otón II, por el control sobre la Lorena, a cuya demanda Otón finalmente renunciaría.
Se casó con Emma de Italia, hija del rey Lotario II de Italia y de Adelaida de Italia. Lotario de Francia engendró con su esposa a su único hijo. Murió el 2 de marzo de 986 y le sucedió su hijo Luis V.